# Osowiec-Twierdza
Osowiec-Twierdza ist ein Dorf der Stadt-und-Land-Gemeinde (gmina miejsko-wiejska) Goniądz im Powiat Moniecki in der Woiwodschaft Podlachien, Polen. Der Ort liegt am Fluss Biebrza. In den Jahren 1743 bis 1827 hatte Osowiec als Marcinpol Stadtrecht.

## Geographische Lage
Osowiec-Twierdza liegt, etwa fünf Kilometer von Goniądz, zwölf Kilometer von Mońki und 42 Kilometer von Białystok entfernt, in der podlachischen Ebene im Flusstal der Biebrza.

## Festung Osowiec
Unter Zar Alexander III. wurde von 1882 bis 1887 hier eine Festungsanlage (polnisch Twierdza Osowiec) errichtet. Ihre Aufgabe war der Schutz des Zarenreiches nach Westen. Sie spielte im Ersten Weltkrieg eine bedeutende Rolle, nicht mehr im Zweiten Weltkrieg.